# Nan Hayworth

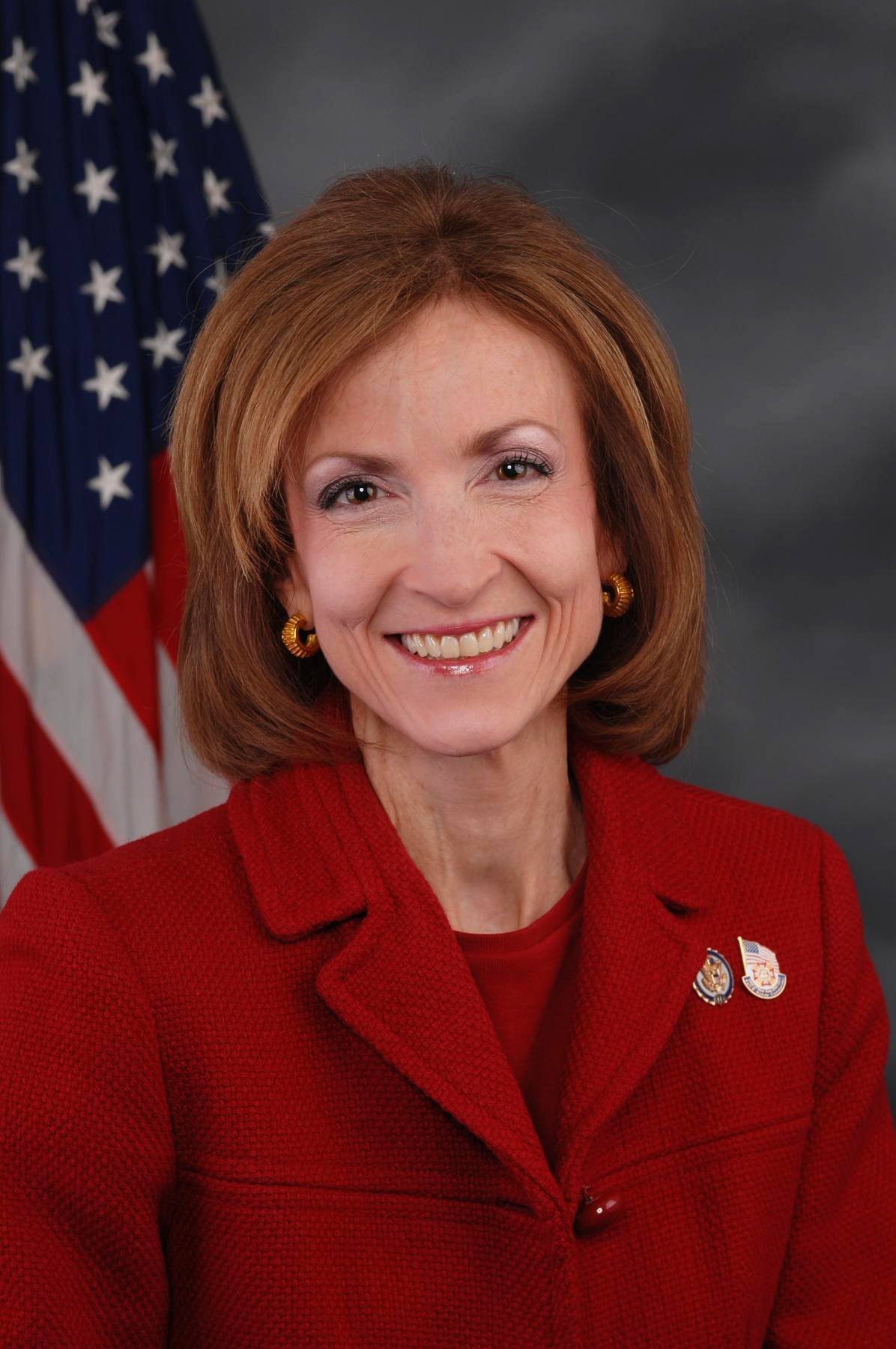
Nan Hayworth (2011)

Nan Alison Sutter Hayworth (* 14. Dezember 1959 in Chicago, Illinois) ist eine US-amerikanische Politikerin. Von 2011 bis 2013 vertrat sie als Republikanerin den Bundesstaat New York im US-Repräsentantenhaus.

## Werdegang
Nan Alison Sutter, so ihr Geburtsname, wuchs in Munster (Indiana) auf. Im Jahr 1977 absolvierte sie die dortige High School. Danach studierte sie bis 1981 an der Princeton University. Daran schloss sich bis 1985 ein Medizinstudium am Medical College der Cornell University in Ithaca an. Sie ist auf Augenheilkunde spezialisiert und arbeitete zwischen 1989 und 2005 in diesem Beruf. 1981 heiratete sie den Arzt Scott D. Hayworth, den Leiter der Mount Kisco Medical Group. Das Paar hat zwei Söhne.
Bei den Kongresswahlen des Jahres 2010 wurde Hayworth für die Republikaner im 19. Wahlbezirk von New York in das US-Repräsentantenhaus gewählt, wo sie am 3. Januar 2011 die Nachfolge des ihr zuvor unterlegenen Demokraten John Hall antrat. Da sie im Jahr 2012 gegen Sean Patrick Maloney verlor, schied sie am 3. Januar 2013 aus dem Amt. Nan Hayworth war Mitglied im Finanzausschuss sowie in drei Unterausschüssen. Bei der nächsten regulären Kongresswahl 2014 verlor sie erneut gegen Maloney.